# 特庫姆塞鎮區 (堪薩斯州肖尼縣)
特庫姆塞鎮區（英語：Tecumseh Township）是位於美國堪薩斯州肖尼縣的一個行政鎮區。

## 地方資料
特庫姆塞鎮區的面積為90.51平方千米，當中陸地面積為86.62平方千米，而水域面積為3.89平方千米。根據2010年美國人口普查的數據，當地共有人口7593人，而人口密度為每平方千米83.89人。

## 外部連結
- US-Counties.com
- City-Data.com （页面存档备份，存于）